# Rolls-Royce V8

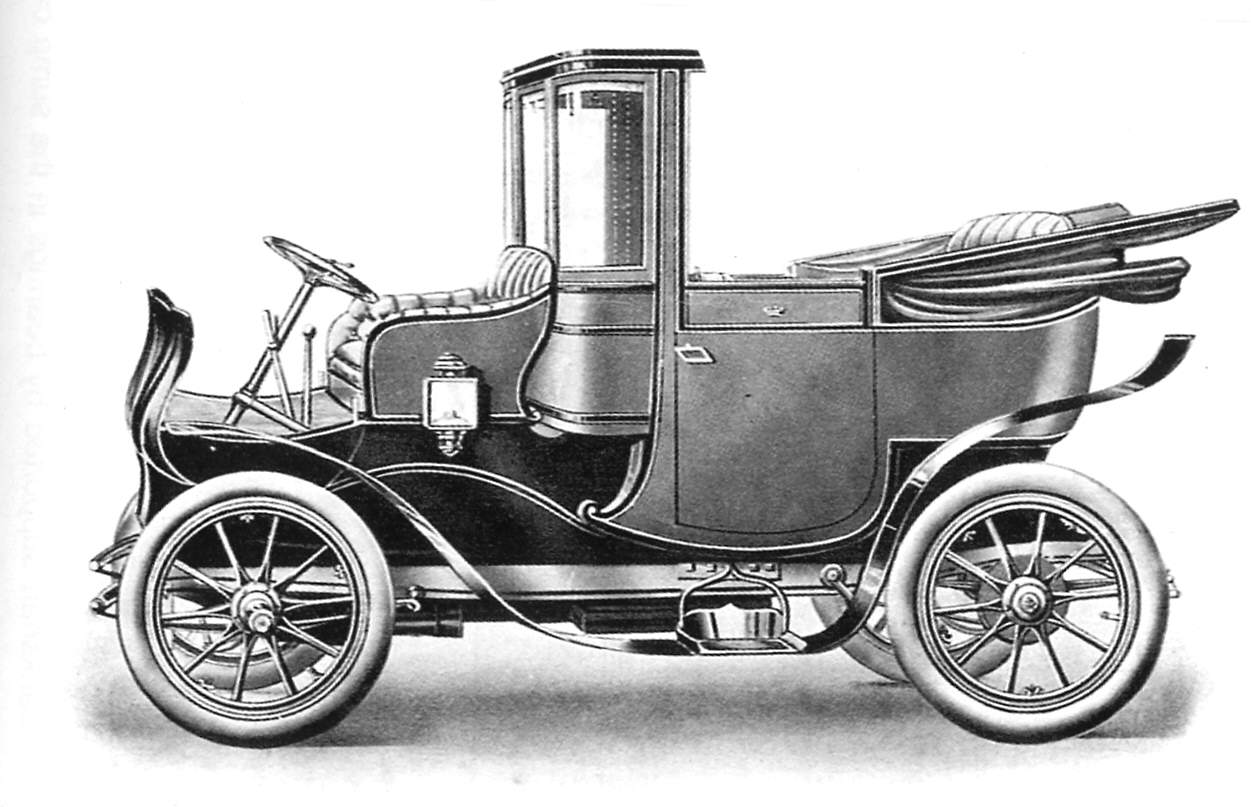
Der Rolls-Royce 20 hp V8 mit Landaulet-par-Excellence-Aufbau

Der Rolls-Royce V8 wurde von Rolls-Royce im Jahre 1905 gebaut und sollte mit dem damals populären Elektroautos in der Stadt konkurrieren.
Claude Johnson, Geschäftspartner von Charles Rolls, meinte, es gebe einen Markt für ein Automobil mit Verbrennungsmotor, das mit Elektroautos konkurrieren könnte. Zu diesem Zweck müsse es sehr leise laufen und frei von Vibrationen und Rauchemissionen sein. Auch sollte der Motor unter dem Auto montiert sein, damit das Fahrzeug wie ein leichter Stadtwagen aussehe, und dieser müsse daher sehr flach sein. Dafür konstruierte Henry Royce einen komplett neuen Motor, einen V8 mit 90° Zylinderwinkel, seitlich stehenden Ventilen, quadratischer Auslegung (Bohrung × Hub = 82,55 mm × 82,55 mm) und folglich einem Hubraum von 3535 cm³. Um Rauchemissionen zu verringern, ersetzte man die damals übliche Verlustschmierung durch eine geschlossene Druckumlaufschmierung. Auch musste die Motorleistung begrenzt werden, um einen weichen Motorlauf zu gewährleisten.
Es wurden zwei Aufbauarten vorgeschlagen: Ein Landaulet-par-Excellence für den Markt der elektrischen Stadtautos und ein Legalimit, das in der Geschwindigkeit begrenzt war, damit es die damalige britische Geschwindigkeitsbegrenzung von 32 km/h nicht überschritt. Der Legalimit hatte eine konventionell vorne eingebaute Maschine, die aber unter einer sehr flachen Motorhaube saß. Nur ein Exemplar der drei insgesamt gefertigten V8 wurde verkauft, und zwar ein Legalimit der Fahrgestellnummer 40518 an Sir Alfred Hamsworth. Auch dieser Wagen wurde später an die Fabrik zurückgegeben. Anschließend wurden alle drei V8 als Firmenwagen für Kundenbesuche genutzt. Rolls bestellte drei weitere Fahrgestelle, die 1906 geliefert werden sollten, aber es gibt keine Hinweise darauf, dass sie jemals gebaut worden wären.
Dieses Modell kann wirklich nicht als Erfolg eingestuft werden. Dennoch lernte Rolls-Royce aus der Motorenkonstruktion für die späteren Sechszylindermodelle, die Rolls-Royce so bekannt machten.
Der V8 ist das einzige Rolls-Royce-Modell, von dem kein Exemplar bis auf den heutigen Tag überlebt hat.